# Jasbir Puar
Jasbir K. Puar é uma teórica queer e professora do Departamento de mulheres e estudos de género da Universidade Rutgers. É autora do livro Montagens terroristas: o homonacionalismo em tempos queer. Tem escrito amplamente sobre turismo LGBT, terrorismo, vigilância, biopolítica e necropolítica, diversidade funcional, interseccionalidade, afectos, pósthumanismo, homonacionalismo, pinkwashing e a ocupação israelita de Palestina.

## Carreira acadêmica
Puar estudou o mestrado em Estudos da Mulher na Universidade Iorque e obteve sua doctorado em Estudos Étnicos pela Universidade da Califórnia em Berkeley em 1999.
Em  seu artigo "Tempos queer, amálgamas queer", publicado em 2005, Puar analisava a guerra contra o terrorismo como um acoplamento entre racismo, nacionalismo, patriotismo e terrorismo, indicando que se trata de uma questão profundamente queer. Centra-se nas corporalidades terroristas em oposição aos corpos patriotas normativos e  argumenta que os discursos contraterroristas estão intrinsecamente marcados pelo género, a raça, a sexualidade e a nacionalidade. Através de uma análise da resposta estadounidense à tortura e abuso de prisioneiros em Abu Ghraib em 2004,  sustenta que os discursos contemporâneos sobre a sexualidade muçulmana unicamente enmascaran e reproduzem a crença subjacente no excepcionalismo estadounidense.
Puar critica o desenvolvimento homonacionalista dos Estados Unidos como justificativa das violentas intervenções estadounidenses da guerra contra o terror. Estados Unidos gaba-se de sua suposta tolerância à homossexualidade para assegurar uma identidade contraposta à opressão sexual dos países muçulmanos. Esta opressão serve como uma desculpa para que Estados Unidos intervenha militarmente com o fim de "libertar" às mulheres e minorias sexuais oprimidas de outros países, enquanto ao mesmo tempo oculta a desigualdade que estes mesmos colectivos sofrem nos Estados Unidos. O excepcionalismo estadounidense e o homonacionalismo são mutuamente constitutivos, misturando os discursos da doutrina do destino manifesto, com uma política exterior racista e um impulso para documentar o desconhecido e conquistá-lo.
No livro Montagens terroristas: o homonacionalismo em tempos queer, publicado em outubro de 2007, Puar descreve as conexões entre os discursos contemporâneos sobre os direitos LGBTI, a integração das pessoas LGBTI a o consumismo, a ascensão da branquitude, o imperialismo Ocidental e a guerra contra o terrorismo. Puar argumenta que as ideologias tradicionais heteronormativas encontram agora acompanhamento nas ideologias homonormativas, replicando os mesmos ideais hierárquicos referentes à manutenção da dominação nos termos de raça, classe, género ou nacionalidade; um conjunto de ideologias que considera homonacionalismo.